# Castell d'Albatàrrec
El castell d'Albatàrrec, o castell dels Espolters, és un castell-palau situat al municipi d'Albatàrrec (Segrià).

## Arquitectura
És un edifici de planta rectangular, situat en el cim d'un turó que domina el poble i el riu. Està format per dos cossos en angle recte de tres plantes cadascun d'ells. Un d'ells és una torre de planta rectangular que està rematada per una cornisa i, a les cantonades, unes petites torretes circulars sobre unes mènsules còniques. L'altre cos està rematat per una cornisa llisa. El parament és de carreus regulars de pedra.
A les façanes que donen al pati hi ha dos matacans sobre mènsules. A la façana que dona al riu, hi ha un mirador amb forma de matacà obert amb dues columnes que aguanten una petita teulada. Per tot l'edifici hi ha grans finestrals de tres arcs amb columnes, finestres amb arcs geminats, arcs conopials i espitlleres.
El pati té dos pandes amb arcades gòtiques i en el centre hi ha una font circular amb figures mitològiques.

## Història
Aquest castell deu tenir el seu orígens al segle xiii però es va reformar o refer al segle xvi, quan es va vendre a Francesc d'Espolter i el seu fill, Martí Joan d'Espolter, el va adaptar a les noves funcions residencials. A mitjans del segle xviii, el castell passà als Àger de Lleida i després als Malla. Quan es van acabar les senyories, el castell va ser adquirit per Antoni Angelet, comte de Vinatesa, i després passà a la família Camon de Barcelona, que entre 1924 i 1926 el van refer dins d'una concepció medievalista.